# Amuzja
Amuzja (łac. amusia) – głuchota wybiórcza w stosunku do tonów muzycznych. Często towarzyszy afazji. Lokalizację jej łączy się z uszkodzeniem zwojów skroniowych poprzecznych po stronie lewej. Rozróżniać należy amuzję czuciową sensoryczną (wyrażającą się w utracie wyobrażeń muzycznych) i amuzję ruchową lub konstruktywną (motoryczną).